# Попов, Саша
Са́ша Димитро́в Попо́в (болг. Саша Димитров Попов; 11 июля 1899, Русе, Болгария — 18 августа 1976, Пасадина, США) — болгарский скрипач, дирижёр и педагог. Народный артист НРБ.

## Биография
Родился в семье пианистки и скрипача. С 4 лет учился игре на скрипке у отца, а с 7 лет выступал в концертах. С 1906 года изучал в Венской консерватории игру на скрипке под руководством профессоров Карла Пирля и Отакара Шевчика. С 1910 года гастролировал по миру. В 1913 году выступал в Санкт-Петербурге и Одессе. С 1928 года — профессор Болгарской консерватории (класс скрипки). Среди учеников: Васил Стефанов, Пётр Христосков, Л. Янков и другие. В его репертуар входили произведения Паганини, Брамса, Чайковского и других авторов. С 1928 года выступал как дирижёр. В том же году организовал в Софии Академический симфонический оркестр, ставший в 1936 году Царским симфоническим оркестром, и из которого позднее сформировался оркестр Софийской филармонии. В 1931—1933 годах — дирижёр Софийской народной оперы. В 1945—1946 годах — дирижёр симфонического оркестра Варны, в 1946—1956 годах — филармонического оркестра Софии, в 1953 году — оркестра в Плевене, в 1959—1960 годах — оркестра в Русе (последние два были им организованы). Много гастролировал как дирижёр в странах Старого и Нового света. В 1955 и 1958 (с БСО ВР) годах выступал в СССР. С начала 70-х годов жил в США.
В 1999 году прах музыканта был привезён в Болгарию и захоронен на Центральном кладбище в Софии.
Дочь Валери Попова, как и внучка Александрина Пендачанска — оперные певицы.

## Награды
- 1950 — Димитровская премия
- 1952 — Народный артист НРБ